# 風間眞一
風間 眞一（かざま しんいち、1927年（昭和2年）10月5日 - 2010年（平成22年）11月21日）は、日本の実業家、銀行家。金屋会長、克念社、鶴岡学園各理事長、荘内銀行相談役等を歴任した。

## 人物・来歴
庄内地方においては本間家に次ぎ、鶴岡においては最大の地主であった風間家に生まれ、荘内銀行第三代頭取を務めた父である幸右衛門（嘉一郎）が急逝したことに伴い家督を継いだ。
東大法学部を卒業後荘銀に入行。以降、常務取締役総務部長等を歴任。1986年（昭和61年）には常勤役員を退任し、家業経営に専念した。
退任後には、風間グループ企業の経営指導に取り組んだほか、6年間にわたり鶴岡商工会議所会頭を務め鶴岡市や、庄内地方の振興と発展にも力を尽した。

## 略歴
- 1947年（昭和22年） - 学習院高等科文科丙類卒業[3]。
- 1949年（昭和24年） - 財団法人克念社理事長。
- 1954年（昭和29年） - 東京大学法学部政治学科卒業後、荘内銀行入行。取締役。
- 1963年（昭和38年） - 金屋興業会長。
- 1968年（昭和43年） - 荘内銀行取締役事務集中室長委嘱。
- 1970年（昭和45年） - 同常務取締役事務集中室長委嘱、学校法人鶴岡学園理事長。
- 1974年（昭和49年） - 同常務取締役検査部長委嘱。
- 1980年（昭和55年） - 同常務取締役総務部長委嘱。
- 1981年（昭和56年） - 同常務取締役。
- 1985年（昭和60年） - 同常務取締役、エス・ワイコンピューターサービス社長。
- 1986年（昭和61年） - 同非常勤監査役。
- 1987年（昭和62年） - 荘内ハウジング社長。
- 1991年（平成3年） - 鶴岡商工会議所会頭。
- 2002年（平成14年） - 羽前絹練社長。
- 2008年（平成20年） - 金屋会長、荘内銀行相談役。
- 2010年（平成22年）
  - 11月21日 - 鶴岡市立荘内病院で死去。享年83
  - 11月29日 - 「メモリアルプラザ　アク・サン鶴岡」葬儀が営まれる。